# Wilfried Berg
Wilfried Berg (* November 1941 in Günzburg) ist ein deutscher Staatsrechtslehrer an der Universität Bayreuth und Richter am Bayerischen Verfassungsgerichtshof.

## Werdegang
Nach dem Studium der Rechtswissenschaft an der Universität zu Köln und der Universität Tübingen und dem ersten und zweiten Staatsexamen promovierte Wilfried Berg 1968 an der Universität zu Köln zum Thema „Grundrechtskonkurrenzen“ und arbeitete von 1968 bis 1973 als Wissenschaftlicher Assistent am Institut für Öffentliches Recht der Universität Bonn bei Jürgen Salzwedel. Im Februar 1975 habilitierte er sich in Bonn mit der Habilitationsschrift „Beweis und Ungewissheit im Verwaltungsrecht“ und erhielt die Venia legendi für Staats- und Verwaltungsrecht. Ab März 1975 hatte er eine Professur an der Universität Münster inne. Im Jahr 1980 wurde Wilfried Berg Inhaber des Lehrstuhls für Öffentliches Recht und Wirtschaftsrecht an der Universität Bayreuth, der er bis zu seiner Emeritierung 2007 treu blieb. Rufe an die Universität Oldenburg (1988) und an die Universität Köln (1997) lehnte er ab. Von 1986 bis 1988 war er Dekan der Rechts- und Wirtschaftswissenschaftlichen Fakultät, in den Jahren 1985 und 1988 bis 1990 Prodekan.
Seit 1975 ist Wilfried Berg Mitglied der Vereinigung der Deutschen Staatsrechtslehrer. Er war Mitglied der Kuratorien der Freiherr-vom-Stein-Gesellschaft und des Freiherr-vom-Stein Instituts, des Universitätskreises der Evangelischen Akademie Tutzing und des Vorstands der Forschungsstelle für Raumanalysen, Regionalpolitik und Verwaltungspraxis (RRV) an der Universität Bayreuth. Ferner war Wilfried Berg Mitherausgeber des Fundhefts für Öffentliches Recht und der Zeitschrift DIE VERWALTUNG und Vertrauensdozent des Evangelischen Studienwerks Villigst.
Von 1991 bis 2018 war Wilfried Berg Mitglied des Bayerischen Verfassungsgerichtshofs.
Im September 2019 gehörte er zu den 102 Staatsrechtslehrern, die sich mit dem offenen  Aufruf zum Wahlrecht Verkleinert den Bundestag! an den Deutschen Bundestag wandten.

## Lehrtätigkeiten
Berg hielt an den Universitäten Bonn, Münster und Bayreuth Vorlesungen und Seminare zu allen Bereichen des Öffentlichen Rechts. In der Rechts- und Wirtschaftswissenschaftlichen Fakultät der Universität Bayreuth war er bis zu seiner Emeritierung Vorsitzender des Prüfungsausschusses für die wirtschaftswissenschaftliche Zusatzausbildung für Juristen und konnte die Einführung der Bezeichnung „Wirtschaftsjurist (Univ. Bayreuth)“ durchsetzen. 
Seit 1968 war Wilfried Berg als Dozent an den Verwaltungs- und Wirtschaftsakademien in Aachen, Bonn, Leer (Ostfriesland), Münster und Dortmund tätig. An der VWA Nürnberg war er von 2007 bis 2020 stellvertretender Studienleiter und lehrte in Nürnberg und an den Zweigakademien Bayreuth, Bamberg und Hof Öffentliches Recht.
Im Wintersemester 1991/92 war Wilfried Berg Gastprofessor an der TU Chemnitz, 1992 Gastprofessor an der Université de Savoie Chambéry-Annecy und von 1998 bis 2006 an der Universität Montesquieu Bordeaux IV. Vortragsreisen führten ihn an das Goethe-Institut in Bordeaux, an die Zentrale Parteihochschule Peking, die Universität Wuhan, die Andrássy-Universität Budapest und die Russische Akademie für Volkswirtschaft und öffentlichen Dienst beim Russischen Präsidenten in Wladimir.
Wilfried Berg war Doktorvater in 27 Promotionsverfahren. Sein Habilitand Ulrich Hösch ist apl. Professor an der Universität Bayreuth und Rechtsanwalt in München.

## Schriften
Wilfried Berg hat mehr als 250 wissenschaftliche Arbeiten veröffentlicht. Unter den sechs Monographien finden sich neben der Dissertation und der Habilitationsschrift zum Thema: „Die verwaltungsrechtliche Entscheidung bei ungewissem Sachverhalt“ (1980) ein Grundriss des Staatsrechts (Boorberg, 6. Aufl. 2011) und ein Kurzlehrbuch zum Öffentlichen Recht (Wiley, 2015).
Im Jahr 1991 war Wilfried Berg Referent auf der Staatsrechtslehrertagung in Gießen zum Thema: „Der Rechtsstaat und die Aufarbeitung der vor-rechtsstaatlichen Vergangenheit“ (VVDStRL 51, 1992, S. 46 bis 90).
Wilfried Berg hat Beiträge zu 13 Festschriften geleistet – von der Festschrift für Hans Ulrich Scupin zum Thema: „Hilfsdienste der Wirtschaft für den Staat“ (1983) bis zur Festschrift für Wolf-Rüdiger Schenke zum Thema: „Das Grundrecht der Freizügigkeit und die Grenzen der Staatsorganisation“ (2011).  
Seine Bayreuther Antrittsvorlesung handelte „Vom Wettlauf zwischen Recht und Technik“ (Juristenzeitung (JZ) 1988, S. 401 bis 407), seine Abschiedsvorlesung galt dem Thema: „Die Zeit im Öffentlichen Recht – Das Öffentliche Recht in der Zeit“ (Jahrbuch des öffentlichen Rechts der Gegenwart Band 56, 2008, S. 23 bis 34).

## Festschrift
- Ulrich Hösch (Hrsg.): Zeit und Ungewissheit im Recht. Liber amicorum zum 70. Geburtstag von Wilfried Berg. Boorberg, Stuttgart/München/Hannover/Berlin/Weimar/Dresden 2011, ISBN 978-3-415-04711-2 (Besprochen von Josef Franz Lindner in: Bayerische Verwaltungsblätter (BayVBl.) 2013, S. 256.)